# Ichneumon maceratorius
Ichneumon maceratorius là một loài tò vò trong họ Ichneumonidae.